# Vickers Wellesley

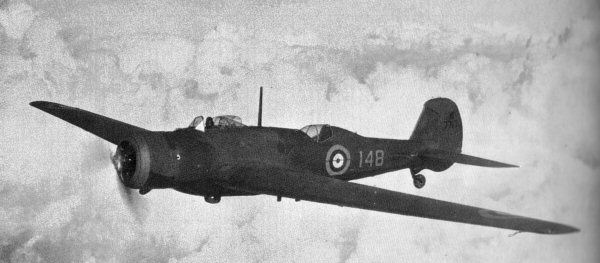
Un Vickers Wellesley Mk I.

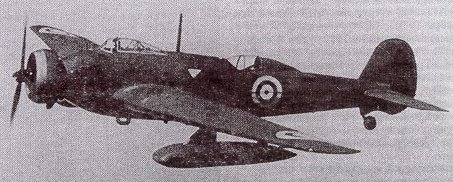
Un Vickers Wellesley Mk I.

Il Vickers Wellesley era un bombardiere leggero monomotore prodotto dall'azienda britannica Vickers Armstrong negli anni trenta ed utilizzato dalla Royal Air Force. Allo scoppio della seconda guerra mondiale, si dimostrò superato nei teatri di combattimento europei, ma diede il meglio nei teatri nord-africani e nel medio oriente.

## Storia del progetto

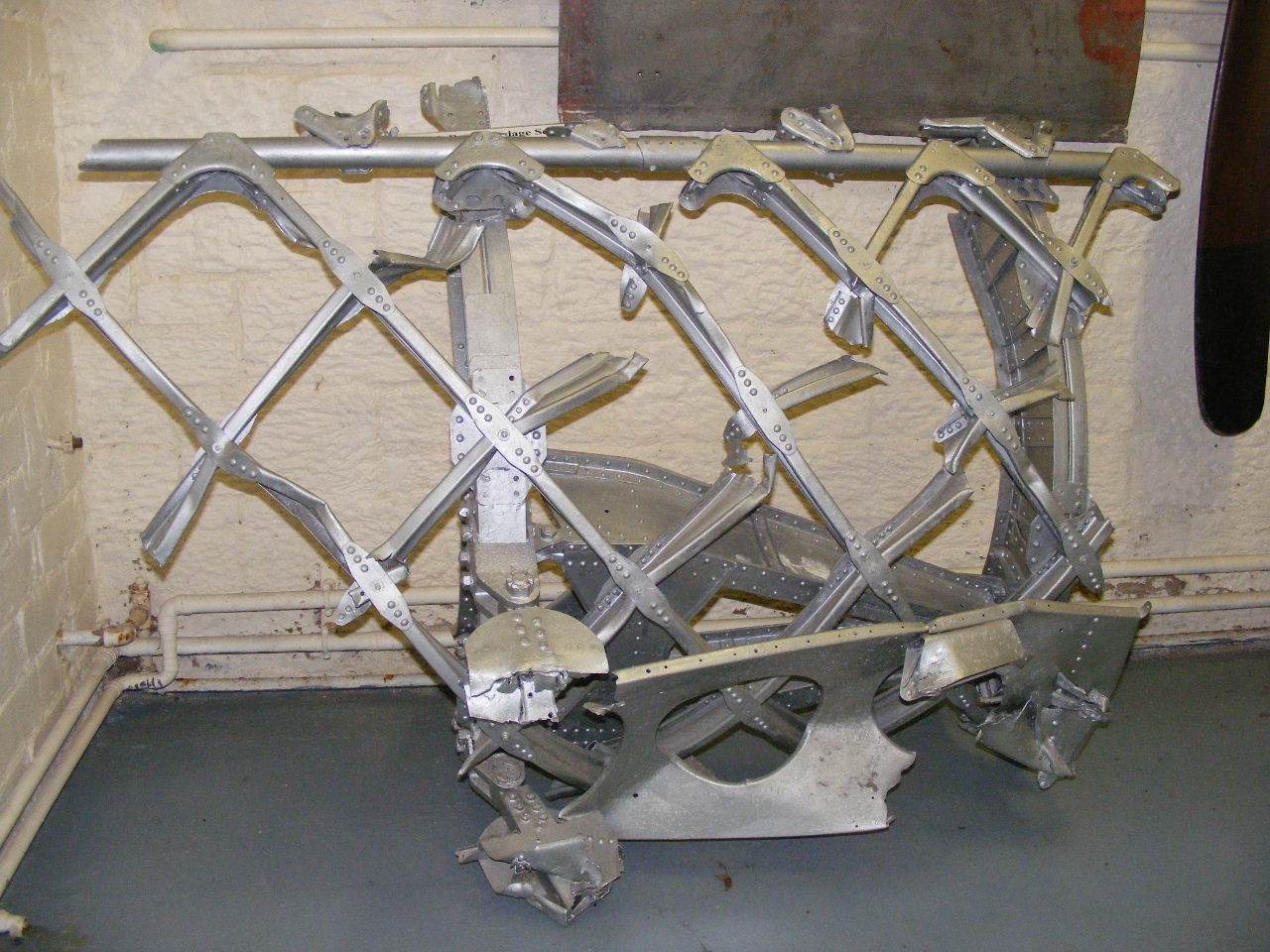
La struttura geodetica in duralluminio di una sezione della parte posteriore della fusoliera di un Vickers Warwick, dello stesso tipo usato anche sul Wellesley.

Il progetto del Wellesley si deve alla specifica G.4/31 emessa dall'Air Ministry per la fornitura di un velivolo multiruolo in grado di portare un carico bellico leggero come bombardiere, di poter aerocooperare in azioni con l'esercito, che potesse operare anche come bombardiere in picchiata, come ricognitore, per evacuare feriti in caso di calamità e come aerosilurante. Il prototipo, denominato Vickers Type 253, era un biplano ed utilizzava la struttura geodetica derivata da quella utilizzata da Barnes Wallis nella progettazione del dirigibile R100. Venne presentato assieme ai concorrenti Fairey G.4/31, Westland PV-7, Handley Page HP.47, Armstrong Whitworth A.W.19, Blackburn B-7, Hawker P.V.4 e Parnall G.4/31. Alla fine delle prove comparative la commissione esaminatrice dichiarò vincitore il progetto Vickers e venne emesso un ordine per la fornitura di 150 esemplari.
Il Vickers Type 246 monoplano, che continuò ad utilizzare l'originale struttura geodetica sia per la costruzione della fusoliera e che per le ali, venne realizzato come iniziativa privata e portato in volo per la prima volta 19 giugno 1935 e proposto alla RAF. Questo era caratterizzato da prestazioni superiori ma non rispondeva all'originale richiesta che prevedeva un velivolo multiruolo, essendo concepito solamente come bombardiere. Venne emesso un ordine iniziale per 96 esemplari di Type 246 che sostituì l'ordine del Type 253. La RAF successivamente emise l'ordine definitivo per 176 esemplari del Wellesley il quale rispondeva a una nuova specifica, la 22/35, che prevedeva l'evasione dell'ordine in 14 mesi con l'inizio della produzione dal marzo 1937.
Il Wellesley era un monomotore monoplano caratterizzato da un allungamento alare molto elevato, ed un carrello d'atterraggio completamente retrattile a comando meccanico. Dato che non era conosciuto un sistema per ovviare all'indebolimento della struttura geodetica nel ricavare un'apertura necessaria per uno scompartimento bombe interno, le stesse venivano agganciate a due piloni collocati sulla parte inferiore delle semiali. Il Wellesley Mk I era dotato di due tettucci separati, soluzione poi cambiata nel Wellesley Mk II che adottò un lungo e singolo tettuccio che copriva entrambi gli abitacoli del pilota e del navigatore.

## Impiego operativo
Venne comunque impiegato nello scacchiere dell'Africa Orientale, anche perché nel settembre 1939 solo 4 esemplari erano in carico al Bomber Command in madrepatria. Come ricognitore, con una tangenza di 10 000 metri, era quasi irraggiungibile; come bombardiere aveva solo due pod subalari per contenere il carico bellico (900 kg), in quanto il vano portabombe avrebbe costituito un indebolimento della struttura base, che era il primo esempio della concezione "geodetica" pensata da Sir Barnes Wallis. Benché sostituito dal bimotore Wellington, anch'esso con il rivestimento intelato esterno, il Wellesley era per certi aspetti un velivolo assai più notevole.

## Utilizzatori
Regno Unito
- Royal Air Force